# Духмянка голівчаста
Духмянка голівчаста (Ziziphora capitata) — вид квіткових рослин родини глухокропивових (Lamiaceae).

## Біоморфологічна характеристика
Це однорічна рослина. Стебла 4–15 см заввишки, від простих до сильно розгалужених. Листки знизу від лінійно-ланцетних до еліптичних, зверху яйцювато-загострені, верхні широко-яйцюваті. Суцвіття — куляста кінцева головка, частково закрита широко-яйцюватими приквітками. Чашечка 8–11 мм. Віночок фіолетовий, ліловий або лавандовий, 10–13 мм.

## Поширення
Вид вимер у північно-західній Африці, але росте на півдні Європи й у західній і центральній Азії.
В Україні вид зростає на кам'янистих та степових схилах — у передгір'ях та на ПБК, до 300—400 м н. р. м., досить звичайно.